# Андронік II Палеолог
Андронік II Палеолог (грец. Ἀνδρόνικος Β' Παλαιολόγος; 25 березня 1259, Нікея, Дідімотіка — 13 лютого 1332, Константинополь) — імператор Візантійської імперії з 1282 по 1328 рік.

## Правління
Андронік II Палеолог на початку свого правління скорочує чисельність війська та скасовує укладену його батьком Михайлом VIII Палеологом церковну унію з західною (католицькою) церквою. Проводив політику приєднання до Візантії Фессалії та Епіру, що відокремилися після четвертого хрестового походу 1204 року.

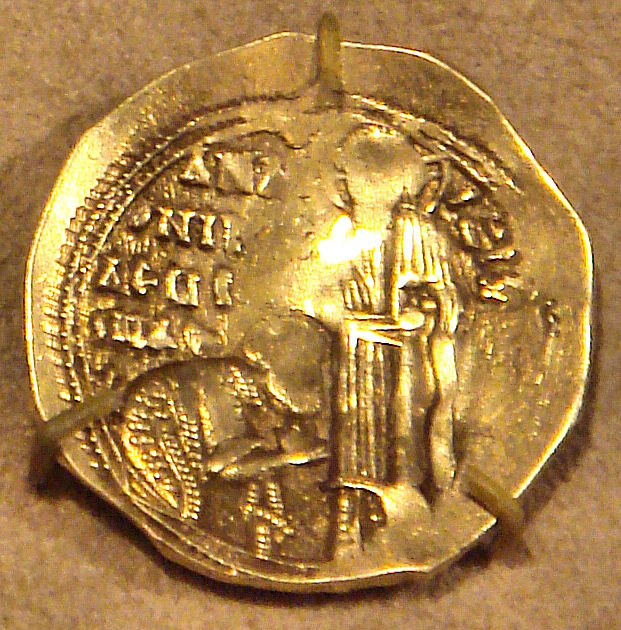
Золотий гіперпірон Андроніка II Палеолога.

Невдало втрутився в боротьбу між Венецією і Генуєю, що призвело на початку XIV ст. до посилення впливу генуезців в імперії. Прагнучи дати відсіч сильній турецькій армії, яка до цього часу захопила майже всю Малу Азію, найняв у 1303 році військо арагонців та каталонців на чолі з Роже де Флором, які після вбивства їхнього головнокомандуючого у 1305 році підняли заколот, спустошили візантійські володіння, зайняли Фессалію і ряд інших візантійських областей. Спроби Андроніка II Палеолога централізувати свій уряд викликали опір феодальної знаті, яка висунула в 1321 році на трон його онука — Андроніка III Палеолога. Внаслідок цього розпочалася громадянська війна. Після тривалої боротьби за владу, інтриг і зради ближніх у 1328 році він був змушений зректися престолу. Його засилали до монастиря де він помер через чотири роки.